# Comuna Josenii Bârgăului, Bistrița-Năsăud
Josenii Bârgăului este o comună în județul Bistrița-Năsăud, Transilvania, România, formată din satele Josenii Bârgăului (reședința), Mijlocenii Bârgăului, Rusu Bârgăului și Strâmba.

## Demografie
Componența etnică a comunei Josenii Bârgăului
     Români (87,1%)
     Romi (5,18%)
     Alte etnii (0,16%)
     Necunoscută (7,56%)
Componența confesională a comunei Josenii Bârgăului
     Ortodocși (86,59%)
     Penticostali (4,82%)
     Alte religii (0,71%)
     Necunoscută (7,88%)
Conform recensământului efectuat în 2021, populația comunei Josenii Bârgăului se ridică la 5.079 de locuitori, în creștere față de recensământul anterior din 2011, când fuseseră înregistrați 4.541 de locuitori. Majoritatea locuitorilor sunt români (87,1%), cu o minoritate de romi (5,18%), iar pentru 7,56% nu se cunoaște apartenența etnică. Din punct de vedere confesional, majoritatea locuitorilor sunt ortodocși (86,59%), cu o minoritate de penticostali (4,82%), iar pentru 7,88% nu se cunoaște apartenența confesională.

## Politică și administrație
Comuna Josenii Bârgăului este administrată de un primar și un consiliu local compus din 15 consilieri. Primarul, Marius-Vasile Urs[*], de la Partidul Social Democrat, este în funcție din 1 noiembrie 2024. Începând cu alegerile locale din 2024, consiliul local are următoarea componență pe partide politice:
|  | Partid                                  | Consilieri | Componența Consiliului | Componența Consiliului | Componența Consiliului | Componența Consiliului | Componența Consiliului |
|  | --------------------------------------- | ---------- | ---------------------- | ---------------------- | ---------------------- | ---------------------- | ---------------------- |
|  | Partidul Social Democrat                | 5          |                        |                        |                        |                        |                        |
|  | Alianța pentru Unirea Românilor         | 5          |                        |                        |                        |                        |                        |
|  | Alianța Dreapta Unită                   | 2          |                        |                        |                        |                        |                        |
|  | Partidul Național Liberal               | 2          |                        |                        |                        |                        |                        |
|  | Reînnoim Proiectul European al României | 1          |                        |                        |                        |                        |                        |

## Atracții turistice
- Biserica ortodoxă din satul Mijlocenii Bârgăului, construcție secolul al XVIII-lea
- Biserica ortodoxă din satul Josenii Bârgăului, construcție secolul al XVIII-lea
- Sit arheologic în satul Rusu Bârgăului
- Centrul de ceremică roșie din satul Mijlocenii Bârgăului
- Cușma (sit de importanță comunitară inclus în rețeaua europeană Natura 2000 în România)

## Personalități
- Simion Pahone (1860 - 1937), deputat în Marea Adunare Națională de la Alba Iulia 1918